# Marco Antonio González
Marcos o Marco Antonio González Junquera (9 de julio de 1966, Barcelona) es un jugador español de Waterpolo. Jugó en la Selección española de waterpolo que ganó la medalla de plata en las olimpiadas de Barcelona en 1992.

## Clubes
- Club Natació Barcelona ( España)
- Club Natació Montjuïc ( España)
- Club Natació Sabadell ( España)
- Grupo Excursionista y Deportivo Gerundense ( España)

Club Natació Terrassa Año 2000

## Títulos
Como jugador de club
- 6 Ligas Nacionales de España: 1980, 1981, 1982, 1983, 1987, 1991
- 2 Copas del Rey: 1989, 1991

Como jugador de la selección española
- Plata en los Juegos Olímpicos de Barcelona en 1992
- Plata en los campeonatos mundiales de waterpolo de Perth 1991
- Plata en los campeonatos europeos de waterpolo de Atenas 1991
- Bronce en el Europeo de Sheffield 1993

## Participaciones en Copas del Mundo
- Juegos Olímpicos de Barcelona (España) - 1992
- Juegos Olímpicos de Seúl (Corea del Sur) - 1988